# Scoppio del Carro

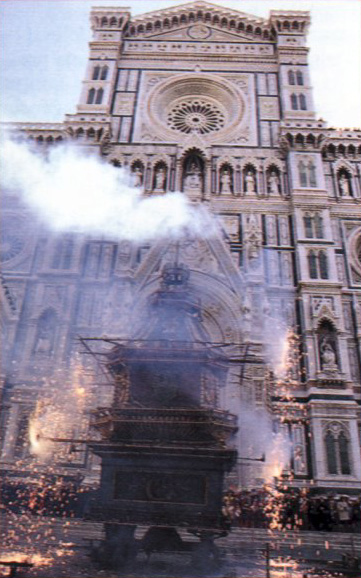
L'explosion pyrotechnique du Carro

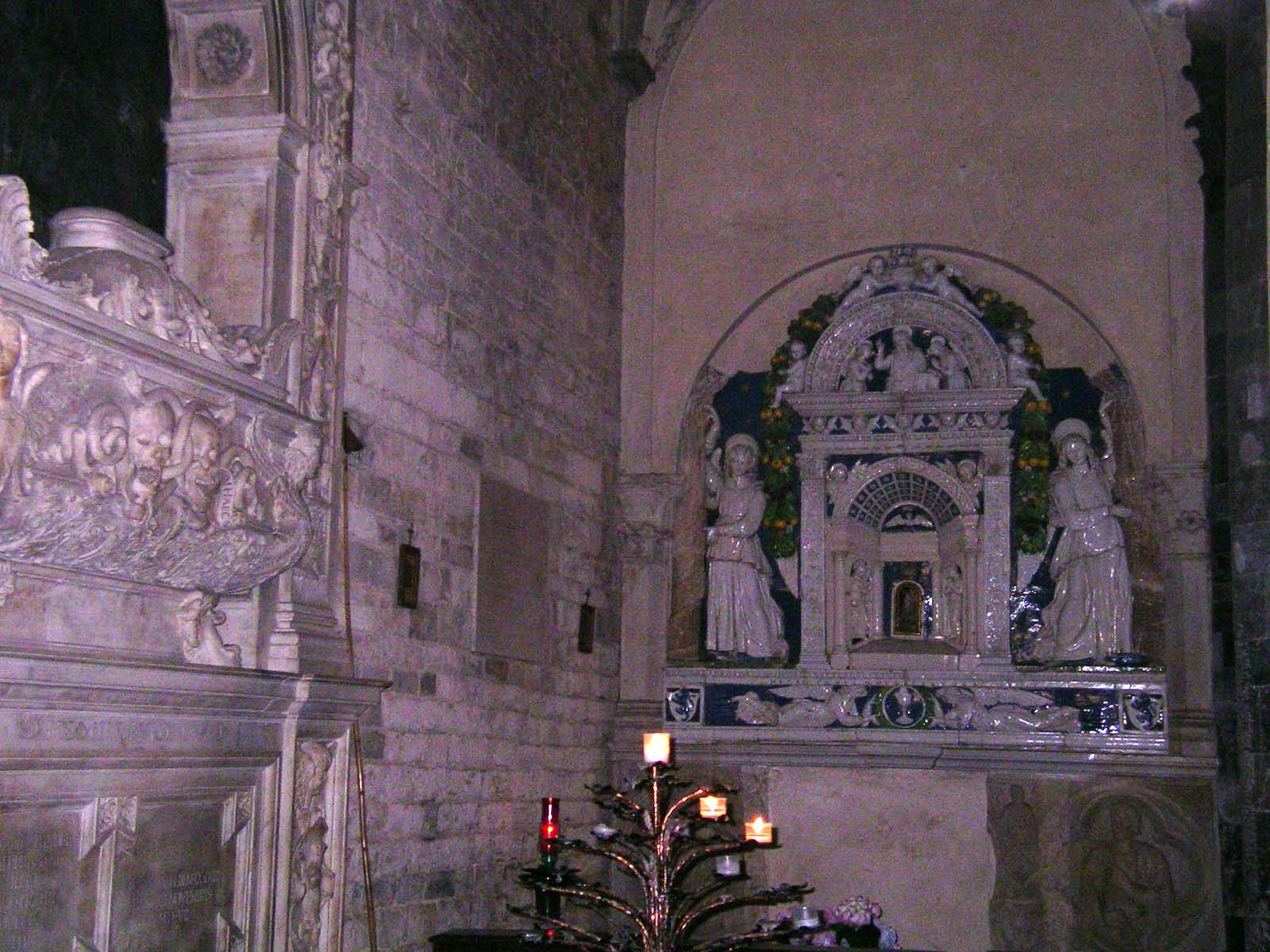
Le tabernacle des saints apôtres où était allumé le brindellone

Le Scoppio del Carro (explosion du char) est une manifestation folklorique de la ville de  Florence, capitale de la Toscane, une tradition chrétienne datant de la première croisade, dont le but était de délivrer le Saint-Sépulcre des Infidèles.
Accompagné d'un cortège musical une procession en costumes suit un chariot rempli de feux d'artifice, tiré par des bœufs blancs, traverse la ville jusqu'à la cathédrale Santa Maria del Fiore, où, à la fin de la messe, l'archevêque allume une fusée en forme de colombe (la Colombina) qui déclenche le feu d'artifice, en s'écrasant sur le chariot.
Avec la réforme liturgique de 1957, la fête initialement célébrée le  Samedi saint, passa au dimanche de Pâques.

## Histoire
Selon la tradition, le Florentin Pazzino de' Pazzi fut le premier à monter sur les murailles de la ville sainte de Jérusalem et à hisser sa bannière blanche et rouge.
Pour cet acte héroïque Godefroy de Bouillon qui dirigeait la croisade, lui attribua trois  morceaux du Saint-Sépulcre.
Rentré à Florence le 16 juillet 1101, le valeureux croisé fut acclamé et célébré. Les trois pierres furent conservées au palais des Pazzi et ensuite confiées à l'église Santa Maria Sopra a Porta du Mercato Nuovo, qui ensuite a été agrandie et renommée église San Biagio jusqu'à sa démolition en 1785. Le 27 mai qui suivit les reliques furent transférées en l' église des Saints-Apôtres où elles sont toujours conservées.
Après la libération de Jérusalem, le jour du Samedi Saint, les croisés se rassemblèrent dans l'Église de la Résurrection  et délivrèrent à tous le feu béni comme symbole de purification. À cette cérémonie remonte l'usage pascal de distribuer le feu saint au  peuple florentin. Ce feu était allumé en frottant ensemble les trois pierres sacrées.
Depuis le retour de Pazzino, les jeunes de toutes les familles se sont réunis le samedi saint pour allumer, au feu saint qui brûlait, une petite torche (fecellina) pour ensuite chanter des cantiques dans une procession et rapporter la flamme purificatrice dans chaque foyer.
Avec le temps la déroulement de la fête se développa  et fut introduit l'usage de transporter le feu saint avec un chariot où, sur un trépied, brûlaient des charbons enflammés.
À la fin du Trecento, des feux d'artifice se sont substitués au trépied pour l'« explosion du chariot ».
Le privilège, confié à la famille Pazzi, pour l'organisation du chariot et la charge des frais lui fut retiré en 1478 à la suite de la conjuration des Pazzi contre les Médicis et la cérémonie fut réduite au Baptistère et à la cathédrale sans distribution du feu saint.
Sous la pression populaire des Florentins qui voulaient retrouver leur cérémonie complète, la Seigneurie commanda aux consuls de l'Arte di Calimala, administrateurs du Baptistère Saint-Jean-Baptiste, de pourvoir aux futures festivités suivant les rites d'avant la conjuration.
En 1494, la prédication du moine dominicain Jérôme Savonarole, eut pour conséquence le départ des Médicis de la ville et le retour de la famille Pazzi dans ses prérogatives et privilèges, y compris celui de l'organisation du chariot du Samedi Saint.
Le chariot était initialement beaucoup plus simple que l'actuel, à cause des déflagrations et des dégâts  qu'il subissait tous les ans, et il devait être presque entièrement reconstruit pour chaque cérémonie.
Les Pazzi en construisirent un beaucoup plus solide et qui devait durer d'une cérémonie à l'autre. Il fut donc construit le grand chariot du type « trionfale » à trois plateaux, qui depuis des siècles, plusieurs fois restauré (même après les tragiques inondations de Florence de 1966), continue à être utilisé.
Les mouvements erratiques de la colombina, servant à allumer les feux d'artifice, servaient à tirer des augures pour les récoltes aux nombreux paysans venus assister à la cérémonie.

## Sources
- (it) Cet article est partiellement ou en totalité issu de l’article de Wikipédia en italien intitulé « Scoppio del Carro » (voir la liste des auteurs).